# Bathypathes patula
Bathypathes patula är en korallart som beskrevs av Brook 1889. Bathypathes patula ingår i släktet Bathypathes och familjen Schizopathidae. Inga underarter finns listade i Catalogue of Life.